# Alexander Donald Fraser
Alexander Donald Fraser, britanski general, * 1884, † 1960.